# The Evergreen State College

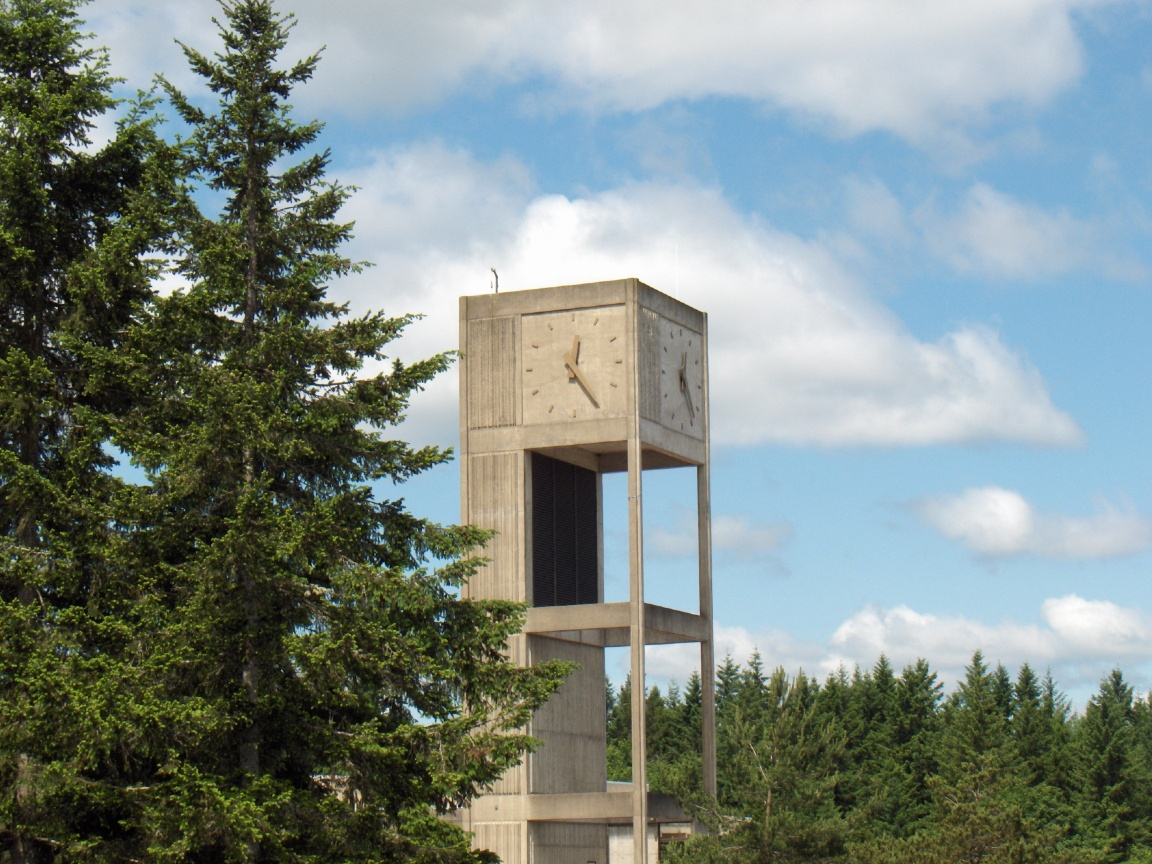
Školní hodinová věž.

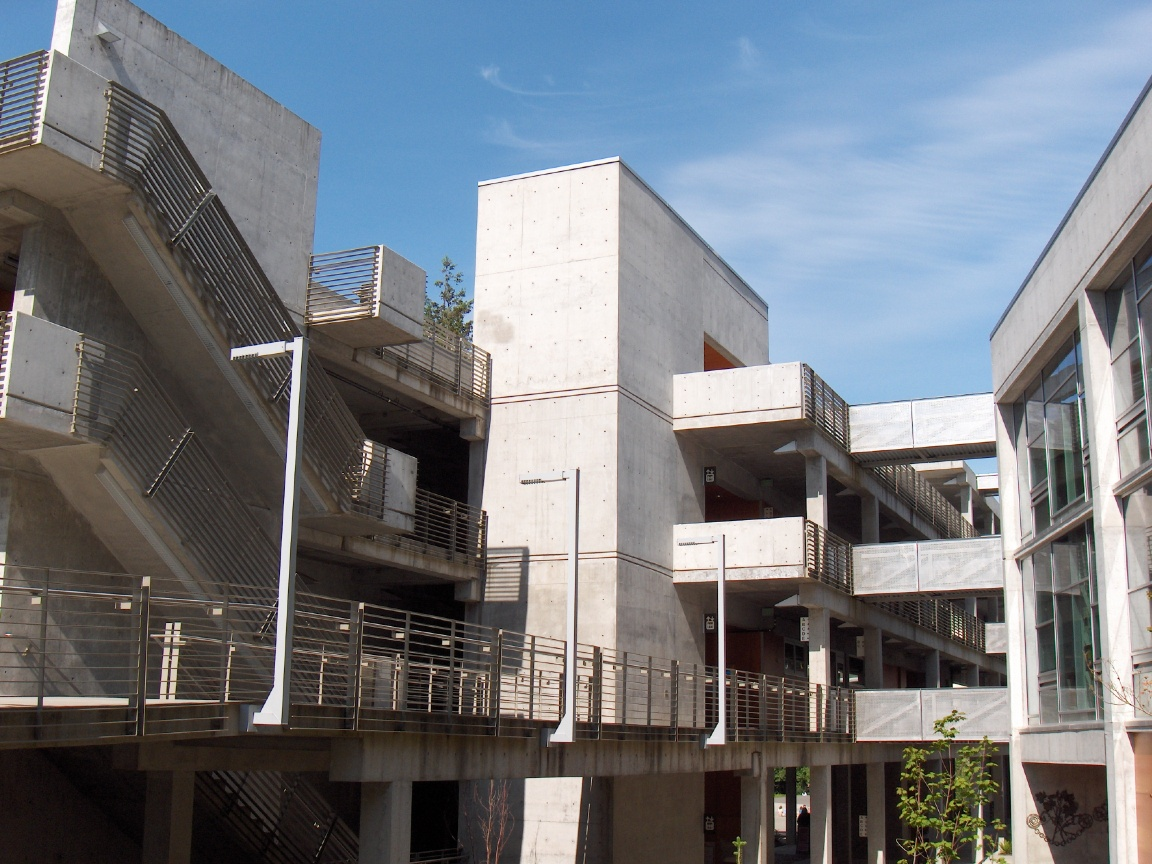
Budova Seminar II.

The Evergreen State College je státní škola svobodných umění v Olympii, ve státě Washington. Byla založena v roce 1967 jako experimentální a netradiční vysoká škola. V roce 2009 ji navštěvovalo více než 4,5 tisíce studentů. Škola má velký vliv na kulturu a ekonomiku hlavního města státu, Olympie.

## Historie
V roce 1964 zažádala prezidentská rada státu Washington o další státní vysokou školu, aby se geograficky vyrovnalo rozdělení státních institucí vyššího vzdělání. V roce 1965 byla tedy vytvořena dočasná rada, která se zabývala zjišťováním potřeby a nejlepšího umístění nové školy. Radě pomáhala společnost Nelson Associates z New Yorku.
Ještě ve stejném školním roce rada vydala oznámení, že by měla být nová vysoká škola otevřena v co nejrychlejším čase a měla by se vyskytovat na předměstích v okresu Thurston, zhruba do 16 kilometrů od města Olympia.
Bylo rozhodnuto, že kampus nové školy musí mít alespoň 240 hektarů, tudíž se jednalo o největší kampus ve státě. Navíc byla vysoká škola první ve státě, která vznikla ve 20. století jako čtyřletá vzdělávací instituce.
V lednu 1968 bylo ze 31 možností vylosováno jméno The Evergreen State College. V listopadu téhož roku se prvním prezidentem školy stal Charles J. McCann, který společně se zakládacím učitelským sborem odstartoval výuku 4. října 1971 s celkovým počtem 1 178 studentů. McCann zůstal ve své pozici až do června 1977, kdy ho nahradil bývalý guvernér Daniel J. Evans, který, když byl v čele státu, schválil založení nové vysoké školy. Evans náhle opustil své místo v roce 1983, kdy byl jmenován do amerického senátu jako náhrada za zesnulého senátora Henryho M. Jacksona. Největší budova na kampusu, Knihovna Daniela J. Evanse, byla pojmenována po bývalém guvernérovi a senátorovi. Vstup na kampus zase nese jméno McCanna, jmenuje se Charles J. McCann Plaza. V roce 2004 byla dokončena 16 000 m² rozlehlá budova Seminar II a nyní je dokončena i významná renovace Evansovy knihovny.
V roce 1999 byl usvědčený zločinec Mumia Abu-Jamal pozván k doručení a nahrání projevu pro absolventskou třídu, za což bylo vedení školy velice kritizováno.
Na kampusu se rovněž nachází velká plocha nezastavěné půdy na břehu Pugetova zálivu. Velká část plochy je druhotný stálezelený les, který slouží studentům a učitelskému sboru jako výzkumné přírodní území. Celý kampus má výměru 408 hektarů, z čehož většina je zalesněná. Do kampusu patří rovněž 11 hektarů wattových pobřeží jižního Pugetova zálivu. Mimo hlavní kampus se v Tacomě nachází městský kampus a organická farma.
V roce 2008 se škola stala jednou ze zhruba třiceti amerických vysokých škol a univerzit, kde při ubytování nezáleží na pohlaví. Znamená to také, že je zde příznivé prostředí i pro homosexuální, bisexuální, transgenderové i heterosexuální jedince a páry.

### Protesty 2017
Od 70. let 20. století až do roku 2017 škola držela jednodenní událost nazývanou „Den absence“, inspirovanou stejnojmennou divadelní hrou Douglase Turnera Warda, během níž barevná menšina studentů a členů fakulty, dobrovolně zůstali mimo kampus, aby tak poukázali na důležitost menšin ve společnosti, zatímco bílí studenti se účastnili diskuzí a přednášek o rasových otázkách. Od roku 1992 byl „Den absence“ následován „Dnem prezence“, kdy se komunity kampusu opět sešli. V roce 2017 patřilo přibližně 25 % studentů školy k rasovým menšinám.
V tomto roce byla událost Dne absence pozměněna poté, co barevní studenti vyjádřili své obavy, že nejsou v kampusu vítáni. Tyto obavy vycházely z volby nového prezidenta Spojených států v roce 2016 a policejní střelby. Tentokrát byli vyzváni bílí studenti a členové fakulty, aby zůstali v Den absence mimo kampus. Měli se také zúčastnit události konané v kostele mimo kampus, který měl maximální kapacitu 200 osob což je pouhých 10 % z počtu bílých studentů ve škole. V kampusu se měl konat program pro barevné studenty. Profesor biologie Bret Weinstein napsal v březnu 2017 nesouhlasný email kolegům z fakulty, v němž se vyjádřil proti změně tradiční události mimo jiné i prohlášením že „právo pobývat nebo se vyjadřovat na pozemcích kampusu, nesmí být nikdy založeno na barvě kůže.“ Toto prohlášení spustilo vlnu protestů studentů, kteří Weinsteina označili za rasistu a dožadovali se jeho okamžitého propuštění. Tento incident přitáhl celostátní pozornost médií. Deník New York Times napsal že škola Evergreen se stala „přední linií národní nespokojenosti v rasových otázkách, svobody slova a odlišném politickém názoru“. Na konci března 2017 studentské protesty, zaměřené na část Weinsteinových výroků, narušily chod kampusu a dovolávaly se výrazných změn na škole. Weinstein tvrdí, že mu policejní dozor kampusu sdělil, že nemůže být zaručeno jeho bezpečí a měl by proto kampus opustit, což vedlo k tomu, že Weinstein pořádal hodinu biologie v městském parku. Weinstein a jeho žena Heather Heying (také profesorka na Evergreen State College), později rezignovali a obdrželi od školy odškodnění ve výši 500 000 dolarů, poté co podali žalobu za selhání „v ochraně zaměstnanců před opakovanými provokacemi a verbálními i psanými nenávistnými rasovými projevy a také výhrůžkami fyzického násilí“.
Dne 1. července 2017 byl kvůli výhrůžkám násilí, proti anti-rasistickým protestujícím, kampus evakuován a uzavřen na dva dny. Vandalové s tyčemi a baseballovými pálkami způsobili škodu v kampusu za přibližně 10000 dolarů, což vedlo k prodloužení uzavření kampusu o další den. Dne 15. července musel být kampus uzavřen dříve kvůli protestu krajně pravicové skupiny Patriot Prayer. Následujícího dne byl přesunut zahajovací ceremoniál mimo kampus, kvůli obavám o bezpečnost. V průběhu jara a léta afroameričtí studenti nahlašovali, že jim chodí obtěžující a výhružné zprávy. Afroamerický zaměstnanec školy a člen fakulty na konci roku rezignovali, kvůli vyostřujícím se online útokům vedených proti nim. Kvůli protestům také klesl počet zájemců o studium, který již měl sestupnou tendenci v předchozím desetiletí. V listopadu 2018 klesl počet uchazečů na 3327 z 3881 uchazečů z roku 2017. Hlavní referent pro přijímací řízení sdělil, že je mnohem těžší přilákat nové uchazeče o studium kvůli otázkám reputace školy. Kvůli poklesu zájmu byla škola nucena snížit své finanční výdaje o 10 % což vedlo ke zvýšení poplatků za studium. V roce 2019 klesl zájem o studium o 27 % na 2854 uchazečů.
V roce 2019 vyšel dokumentární film No Safe Spaces zabývající se tématem svobody slova ve Spojených státech. Část filmu se věnuje protestům na Evergreen State College.

## Hodnocení
Vysoká škola nasbírala už mnoho akademických vyznamenání. Podle magazínu U.S. News & World Report se ve školním roce 09/10 umístila na prvním místě na západě USA v oboru pregraduální výuky a na pátém místě mezi všemi státními vysokými školami na západě USA, čímž je myšleno území od Texasu po Pacifik. Celkově se umístila na 29. místě na západě, tedy výše než Central Washington University nebo Eastern Washington University, i výše než některé státní školy v okolních státech. Co se týče prvního roku vzdělávání, patří škola mezi nejlepší v celé zemi. Spisovatel a bývalý redaktor v oboru vzdělávání pro The New York Times, Loren Pope, zařadil školu do své publikace Colleges That Change Lives (vysoké školy, které mění životy), kam se dostala jako jedna ze dvou státních škol v zemi. Společnost The Princeton Review rovněž zařadila školu mezi nejlepší na západě země pro školní rok 09/10.

## Sporty
Škola soutěží v lize NAIA, konkrétně v její Kaskádové konferenci. Týmy nesou jméno Geoducks, po druhu mlžů, který žije ve vodách Pugetova zálivu.
Pravděpodobně nejúspěšnějším sportovcem, který navštěvoval univerzitu, je fotbalista Joey Gjertsen, jenž poté odešel do North American Soccer League a nyní hraje za San Jose Earthquakes v Major League Soccer.

## Centra veřejných služeb
Škola je domovem Vzdělávacího a kulturního centra Longhouse, které poskytuje služby a stravování studentům a okolním indiánským komunitám. Design centra odpovídá indiánské filozofii pohostinství a hlavním účelem je poskytování shromažďovacího místa pro kulturní ceremoniály, přednášky, konference, vystoupení, umělecké výstavy a komunitní události. Centrum rovněž nabízí porozumění mezi místními indiány a návštěvníky z různých kultur. Cílem centra je propagace indiánského umění a kultury, ochrana kultury a ekonomický rozvoj.
Škola je rovněž domovem Centra indiánského aplikovaného výzkumu (NIARI). Také má osvědčenou historii co se týče vzdělávání okolních indiánských kmenů. Skrz rozvoj NIARI se škola dostala ve službách indiánským kmenům v Západním Washingtonu o krok dále. Instituce zvyšuje počet služeb, které škola může kmenům poskytnout, například jim pomoci dosáhnout ekonomických, správních a prostředkových cílů. Mezitím také nabízí studentům školy přídavné vzdělávací možnosti.
Ve škole sídlí správa Státního institutu veřejné politiky, jehož snahou je praktický, nestranný výzkum důležitých záležitostí státu Washington. Institut má své vlastní politické a ekonomické analytiky, používá rovněž specialisty z univerzit a konzultanty. Zaměstnanci institutu pracují se státním zákonodárným sborem a dalšími orgány, dále také s experty, kteří mají na starost ověřit relevanci výzkumů.
Dalšími významnými centry veřejných služeb na kampusu jsou Washingtonské centrum pro zlepšení pregraduálních studií a Centrum komunitního vzdělávání.

## Organická farma
Každoročně obdělávané území má rozlohu 3 500 m², víceleté rostliny se však pěstují jinde. Plodiny se pak prodávají společnosti Aramark, ve stáních na Rudém náměstí každé úterý a čtvrtek mezi jedenáctou a patnáctou hodinou, avšak pouze ve vegetační době. Všechen přebytek pak putuje do Potravinové banky okresu Thurston a místních charit, nebo do kompostu.
Výdělek z prodeje plodin se používá k financování farmářských projektů a koupi semen a vybavení. Mezi projekty, které byly zaplaceny z těchto výdělků patří dva skleníky, chladírna, sklad kompostu, oplocení farmy a sad. Dalším využitím výdělků je zaplacení studentských projektů, které ve většině případů zkoumají zahradnické aspekty různých potravinových plodin.
Farma je rozdělena tak, aby byly od sebe odděleny různé typy úrody. Farma praktikuje přísnou pětiletou rotaci úrody, která vytváří časovou různorodost místo místní. Rotace obsahuje čtyři kategorie, z nichž každá má svůj prostor pro jednu vegetační dobu.
Rotace je pouze jednou metodou, kterou farma využívá k zachování diverzity. Další používanou metodou je užití zasetých krytů půdy a obdělávání několika typů zeleniny dohromady. Diverzita pole je jedním ze základních kamenů pevného zemědělství a poskytuje netoxickou a trvalou ochranu úrody proti nemocím a škodlivému hmyzu.
Na farmě se rovněž nachází velký kompost, který kompostuje vše, co jde zkompostovat z kampusu. Dále se zde nachází výrobna biodieselu, komunitní zahrada a velký statek, který byl postaven především studenty.

## Rezervace a pláž
Škola má území 400 hektarů, z nichž většinu pokrývá druhotný porost. Celý kampus je tak využíván jako přírodní laboratoř pro vědecké výzkumy a také poskytuje inspiraci pro tvůrčí práce. Na kampusu se nachází množství stezek, které vedou na různá místa a také na Vždyzelenou pláž. Pobřežní prostředí charakterizují příkré útesy, štěrkové pláže s množstvím vyplavených klád a mořskou příbřežní zónu, která je při odlivu dlouhá až 46 metrů k Eldově zátoce. Částí kampusu je až kilometr netknuté pláže, kterou studenti používají k vědeckým výzkumům a k odpočinku. K pláži vede několik stezek a malá cesta rovněž vede k jediné budově na pláži a k malé lodní rampě. Útesy mají výšku 5 až 20 metrů.

## Knihovna Daniela J. Evanse
Knihovna Daniela J. Evanse je hlavní knihovnou na kampusu a jméno nese po bývalém guvernérovi, který schválil založení školy a později se stal jejím druhým prezidentem. V knihovně se nachází více než 750 tisíc tištěných i mediálních položek a rovněž také žurnály. Dále knihovna udržuje kolekci vzácných knih, archivního materiálu a vládních dokumentů. Také se zde nachází několik malých promítacích síní a v přízemí se nachází centrum věd zvané Centrum kvantitativního a symbolického uvažování. Knihovna samotná se nachází v křídle informační technologie budovy, kde rovněž sídlí mediální služby a velké akademické počítačové centrum.

## Pregraduální programy
Škola má unikátní systém, kde si každý student vybere jeden 16kreditový program na jedno čtvrtletí místo několika programů najednou. Studenti navíc mají svobodu vybírání programů po celou dobu studia. Škola má tedy zavedený tzv. čtvrtletní systém. Programy mohou trvat jedno, dvě nebo tři čtvrtletí, s tím, že tři čtvrtletí trvají od září do června.
Na konci programu profesor napíše jednostránkovou reportáž o studentově aktivitě místo zapsání známky a s každým studentem má malou vyhodnocovací konferenci. Profesor rovněž rozhoduje o tom, kolik kreditů student za čtvrtletí dostane, nebo o kolik přijde.
Aby student dostal titul bakaláře umění, musí získat 180 kreditů. Pro titul bakaláře věd je to rovněž 180 kreditů, z nichž však 72 musí pocházet z vědeckých programů, z nichž 48 musí pocházet z programů vyšší vědy. Toho může student dosáhnout jednoletým studiem vyšších věd.
Obory studií jsou estetika, afroamerická studia, zemědělství, americká studia, antropologie, architektura, historie umění, astronomie, biochemie, biologie, botanika, podnikání a management, chemie, komunikace, komunitní studia, informatika, studia vědomí, kulturní studia, tanec, ekologie, ekonomika, vzdělávání, environmentální studia, polní studia, genderová studia, geografie, geologie, vláda, zdraví, historie, hydrologie, mezinárodní studia, jazyková studia, právní a vládní politika, právní a veřejná politika, vedoucí studia, lingvistika, literatura, námořní věda, námořní studia, matematika, mediální studia, film, hudba, indiánská studia, přírodní historie, venkovní vedení a vzdělávání, filozofie, vědecká filozofie, fyzika, fyziologie, politologie, psychologie, homosexuální studia, náboženská studia, sociologie, somatická studia, studia udržitelnosti, divadlo, vizuální umění, psaní a zoologie.

## Postgraduální programy
Na rozdíl od pregraduálních programů je u postgraduálních nutno, aby student měl za sebou určitý pokus pregraduálních kurzů. Škola nabízí postgraduální programy na magistra environmentálních studií, magistra vyučování a magistra veřejné správy.

## Známí absolventi a profesoři
- Rachel Corrie – aktivistka, která zahynula při pokusu o zablokování izraelského útoku na pásmo Gaza
- Matt Groening – tvůrce animovaného seriálu Simpsonovi
- Kathleen Hanna – punková zpěvačka a aktivistka
- Calvin Johnson – rockový zpěvák a kytarista
- Stephanie Coontz (profesorka) – spisovatelka a historička
- Daniel J. Evans (bývalý prezident) – 16. guvernér státu Washington a senátor
- Willi Unsoeld (bývalý profesor) – horolezec, který se jako první pokusil zdolat Mount Everest ze západní strany
- Macklemore – americký rapper

## Studentské skupiny
- Evergreenský ragbyový klub
- Cooper Point Journal – studentské noviny[25]
- KAOS-FM – školní rozhlasová stanice[26]
- The Flaming Eggplant Cafe – tradiční studentský obchod místní organické kávy na kampusu
- MindScreen – studentská filmová a mediální skupina
- Giant Robot Appreciation Society – klub japonské animace
- Riot To Follow Theater Productions – studentská divadelní společnost
- Generation Friends Comedy Arts Coalition – studentská komedijní skupina
- Slightly West – studentský literární žurnál
- Mezinárodní solidární hnutí
- The Evergreen Slingers – školní pěvecký sbor
- CASV – koalice proti sexuálnímu násilí
- Evergreen Students for Sustainable Animal Agriculture – zemědělský klub zabývající se chovem dobytka
- SDS at Evergreen – studentský klub pro demokratickou společnost
- The Women of Color Coalition